# کانون زنان ایرانی
کانون زنان ایرانی یک نشریه اینترنتی است که به دفاع از حقوق بشر به‌طور کلی و به دفاع از حقوق زنان به‌طور خاص می‌پردازد. سردبیر این مجله ژیلا بنی‌یعقوب است که در سال ۲۰۰۹ برنده «جایزه شجاعت در روزنامه‌نگاری» بنیاد بین‌المللی رسانه‌های زنان شد زیرا «در دشوارترین شرایط برای یک روزنامه‌نگار و یک زن کار خود را پی گرفته‌است» و «از سانسور گزارش‌های خود سرباز زده و به همین دلیل بارها از کار بی‌کار شده‌است».
بنی‌یعقوب به علت فعالیت‌های خود در زمینه دفاع از حقوق بشر در تاریخ ۳۰ خرداد ۱۳۸۸ به همراه همسرش بهمن امویی بازداشت شد.
وب سایت این نشریه به دستور مقامات قضایی فیلتر شده و تاکنون چندین بار مورد حملات هکرها واقع شده که در یکی از این حملات که در تاریخ ۱۰ فروردین ۱۳۸۶ رخ داد، مطالب این وبگاه پاک شد و حمله کنندگان در این وبگاه پیغام "فضولی موقوف!" را به همراه یک تابلو با علامت ورود ممنوع قرار داده بودند.